# Akkimangala, Chintamani
Akkimangala là một làng thuộc tehsil Chintamani, huyện Kolar, bang Karnataka, Ấn Độ.